# Хронология вторжения России на Украину (май 2024)
Данная статья является частью хронологии широкомасштабного вторжения РФ на Украину и описывает события, произошедшие в мае 2024 года.

## 1 мая

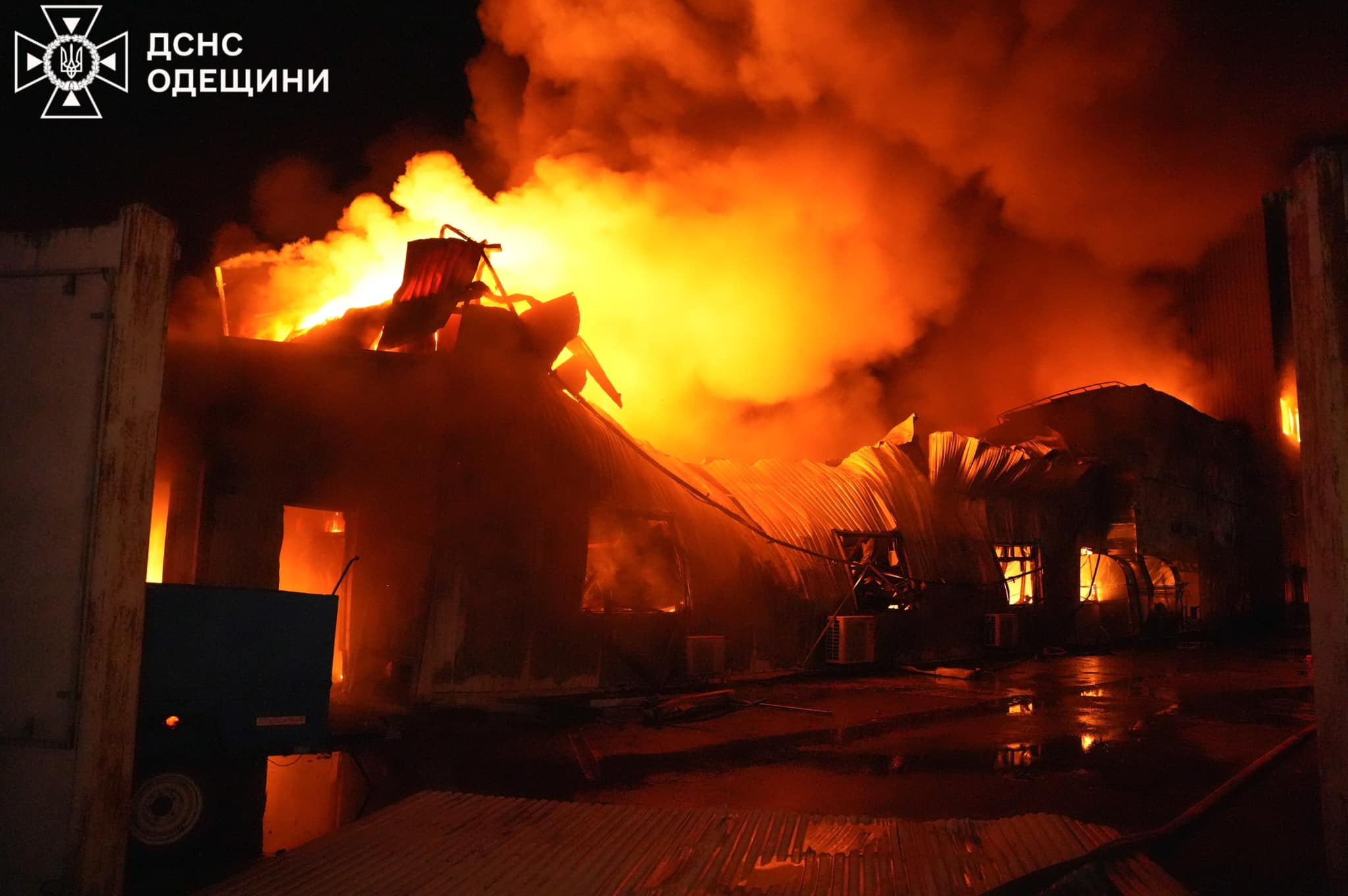
Депо «Новой почты» в Одессе после удара

В ночь на 1 мая российские войска атаковали центр Одессы баллистическими ракетами, трое человек погибли, еще трое получили ранения. Вечером того же дня в Одессе от нового удара сгорели сортировочное депо и отделение «Новой почты», пострадали 14 человек.
В Никополе четыре жителя получили ранения из-за артиллерийского обстрела и атаки дрона-камикадзе. В результате атаки было повреждено семь частных домов, шесть хозяйственных построек, школа, спортивная площадка и несколько отделений больницы.
В Золочеве (Харьковская область) из-за российского авиаудара погибли двое человек, женщина и её отец, в автомобиле.

## 3 мая

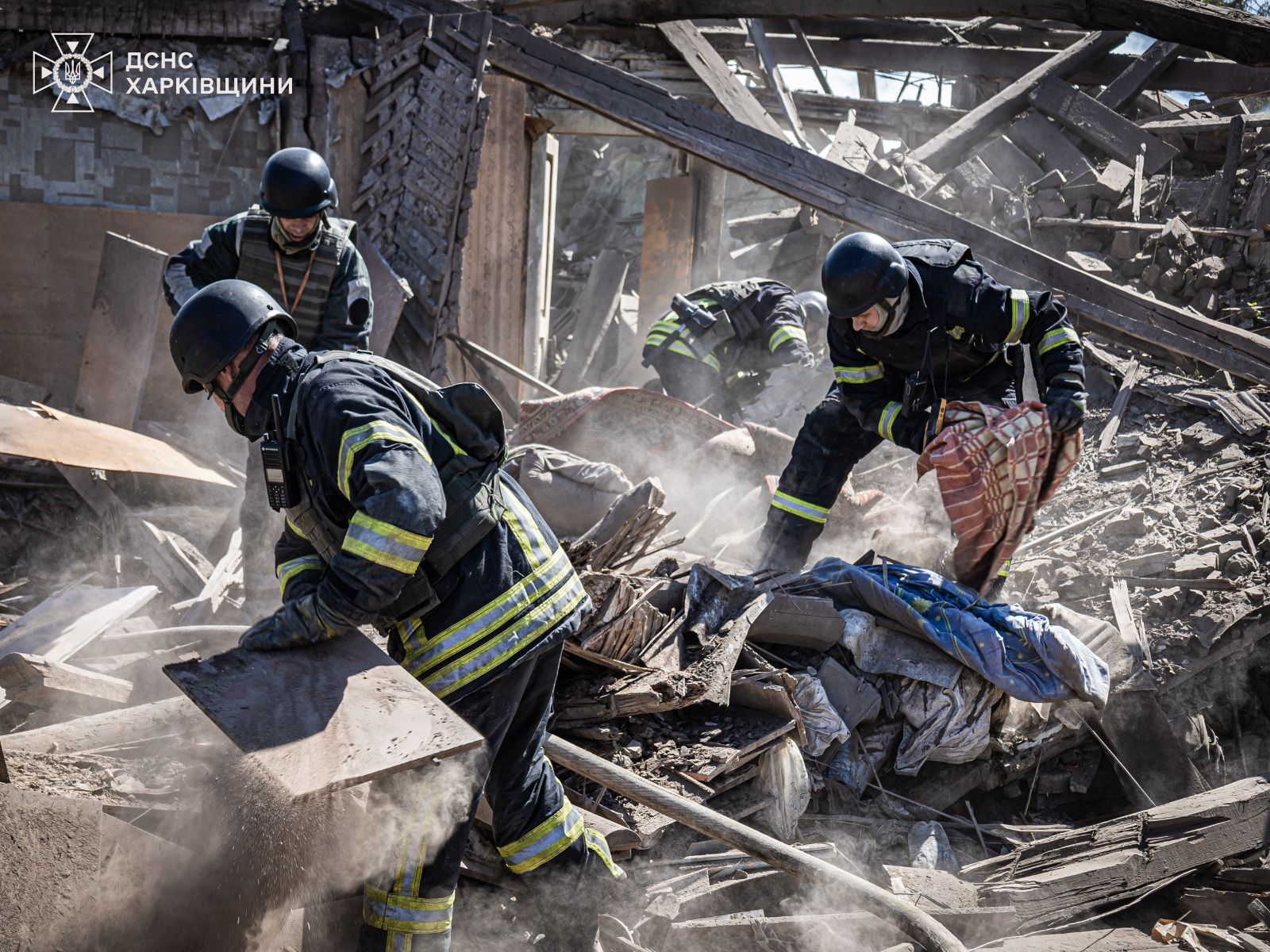
Разрушения в Харькове от российской бомбардировки 3 мая 2024 года. Погиб один человек. Повреждены частные дома, трамвай и автомобиль.

Министр обороны РФ Сергей Шойгу заявил, что в 2024 году ВС РФ заняли территорию в 547 км², входящих в состав четырёх регионов, аннексированных Россией в сентябре 2022 года. Шойгу также заявил, что вооружённые силы РФ заняли Семёновку, Бердичи и Новобахмутовку.

## 5 мая
Согласно заявлению Минобороны РФ, российские войска из группировки «Центр» заняли посёлок Очеретино, расположенный в Донецкой области.

## 6 мая
В Белгородской области в результате ударов дронами по микроавтобусу, перевозившему сотрудников мясокомбината, погибло 7 и было ранено 35 человек. Губернатор Белгородской области Вячеслав Гладков обвинил в ударах ВСУ. Также, по его словам, удары были нанесены по жилым домам.
После удара российского БПЛА в Сумах более 400 тысяч потребителей были лишены электроснабжения. По сообщению украинской стороны, в Сумской области cилами ПВО было сбито 12 из 13 запущенных Россией дронов.

## 8 мая
В ночь с 7 на 8 мая 2024 года ВС РФ нанесли удары по объектам энергетики, расположенным в Запорожской, Винницкой, Ивано-Франковской, Полтавской, Кировоградской и Львовской областях Украины. По информации ДТЭК, удары были нанесены по трём ТЭС, оборудование получило сильные повреждения. По информации украинской стороны, ВС РФ запустили 55 ракет и 21 дрон, 39 ракет и 20 дронов было сбито. В 9 регионах Украины отключали электроэнергию. По информации главы МВД Украины Игоря Клименко, ВС РФ нанесли удары по 7 регионам Украины. Повреждения получили как объекты электроэнергетики, так и 30 жилых домов, автотранспорт, здание пожарной части в Запорожье.
Утром 8 мая ВС РФ нанесли удары по железнодорожной инфраструктуре в Херсоне. Повреждения получили вокзал и пути.
ВС РФ заявили, что в результате ударов была снижена способность Украины по выпуску военной продукции, а также транспортирования к линии боевого соприкосновения вооружения и техники, поставленного странами Запада.

## 10 мая
Войска РФ пересекли границу Харьковской области в районе Волчанска при поддержке артиллерии и авиации, продвинувшись на 1 км. Северо-восточнее Харькова россияне атаковали сёла, находящиеся в серой зоне (территория, неконтролируемая обеими сторонами) и заняли разрушенные деревни Стрелечья, Красное, Борисовка. За несколько суток до начала наступления группы российской пехоты заняли находящееся рядом разрушенное село Пыльная, откуда и перешли в наступление утром 10 мая. По состоянию на вечер 10 мая, ВС РФ севернее города Волчанск атаковали село Гатище и посёлок Плетеневка. Жителей Волчанска начали эвакуировать, из города вывезли всех детей. По информации украинского источника CNN, обладающего информацией о фронтовой ситуации, ВС РФ продвинулись на 5 км. Министерство обороны Украины заявило, что все атаки были отражены. По заявлению Минобороны РФ, российские войска заняли Котляровку и Кисловку.

## 12 мая
По информации губернатора Белгородской области Вячеслава Гладкова, произошёл обстрел Белгорода и области. В результате обрушился подъезд 10-этажного жилого дома, расположенного на улице Щорса. В заявлении Министерства обороны РФ говорится, что в жилой дом попал осколок ракеты «Точка-У», сбитой ПВО. По информации телеграм-канала Baza, удар был нанесён из РСЗО «Ольха». Под завалами было обнаружено 17 тел погибших, ещё 27 человек получили ранения.
Путин заменил Сергея Шойгу на Андрея Белоусова на посту министра обороны.

## 13 мая
Российские войска зашли на северную окраину Волчанска, ими был захвачен мясокомбинат и некоторые кварталы жилой застройки.
Отправлен под арест глава кадровой службы ВС РФ генерал-лейтенант Юрий Кузнецов.

## 14 мая
Геншнаб ВСУ сообщил, что для сохранения жизней военнослужащих украинская сторона была вынуждена на ряде участков, в районе Лукьянцев и Волчанска, переместиться на более выгодные позиции.

## 15 мая
Минобороны РФ заявило, что над Крымским полуостровом ПВО были сбиты 10 ракет ATACMS. Губернатор Севастополя Михаил Развожаев заявил, что несколько ракет были уничтожены недалеко от аэродрома Бельбек, ещё несколько — над морем. Согласно спутниковым снимкам, опубликованным телеграм-каналом «Крымский ветер», на аэродроме возникло три очага возгорания: на месте, где располагаются самолёты, а также около взлётно-посадочной полосы. По заявлениям Минобороны РФ, в небе над Белгородской областью были уничтожены две ракеты Harm, две бомбы Hammer, два реактивных заряда РСЗО «Ольха» и 9 БПЛА. 5 БПЛА  уничтожены в небе над Курской областью и три — в небе над Брянской областью.
Также Минобороны РФ заявило о контроле над сёлами Глубокое и Лукьянцы, расположенными в Харьковской области, а также о контроле над Работино в Запорожской области.

## 17 мая
Президент РФ Владимир Путин по итогам своего визита в Китай заявил, что у российской армии нет планов по взятию Харькова.
Евросоюз запретил на своей территории вещание ещё четырёх российских СМИ — «РИА Новости», «Известий», «Российской газеты» и Voice of Europe в связи с обвинением их в пророссийской пропаганде по событиям на Украине. Ранее Евросоюз по этой же причине запретил вещание на своей территории новостных агентств и телеканалов RT, Sputnik, «Первого канала», «России-1», НТВ и РЕН ТВ. Сотрудники данных СМИ по-прежнему могут работать в ЕС, однако вещать на территорию ЕС этим СМИ запрещено.
ВСУ утратили контроль над селом Берестово, расположенным около Купянска.
Отправлен под арест бывший командующий 58-й армии ВС РФ генерал-майор Иван Попов.

## 19 мая

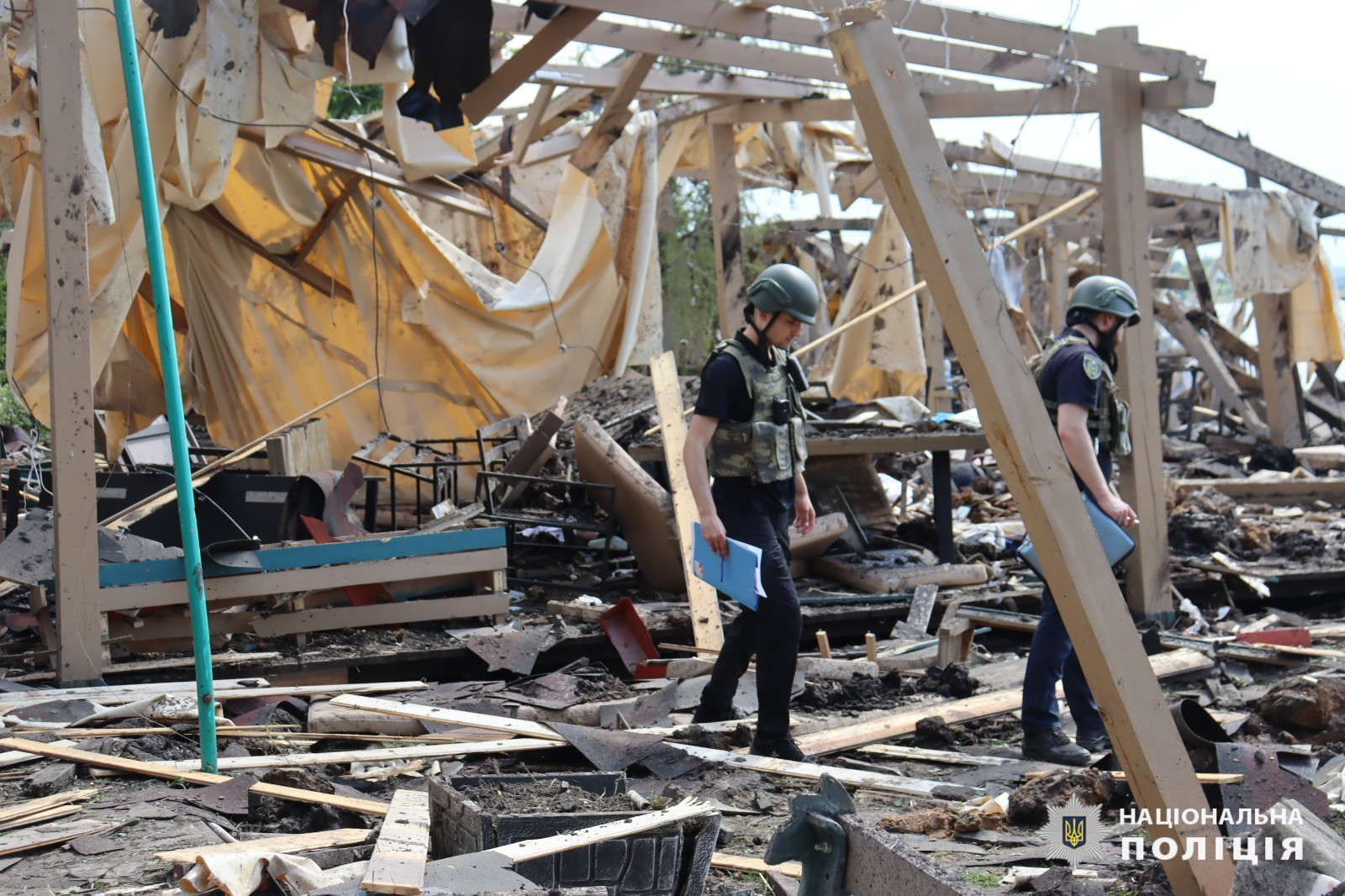
База отдыха в Черкасской Лозовой после обстрела

Согласно заявлениям Минобороны РФ, силами ПВО за ночь был уничтожен 61 БПЛА (57 — в Краснодарском крае, 3 — в Белгородской области, и один — в небе над Крымом), а также 9 ракет ATACMS в Крыму. Один из БПЛА упал на территории нефтеперерабатывающего завода в Славянске-на-Кубани. По информации оперативного штаба, повреждений и пострадавших нет.
В результате двух российских ракетных ударов по базе отдыха в селе Черкасская Лозовая Харьковской области погибли 7 человек и ранены 28.

## 20 мая

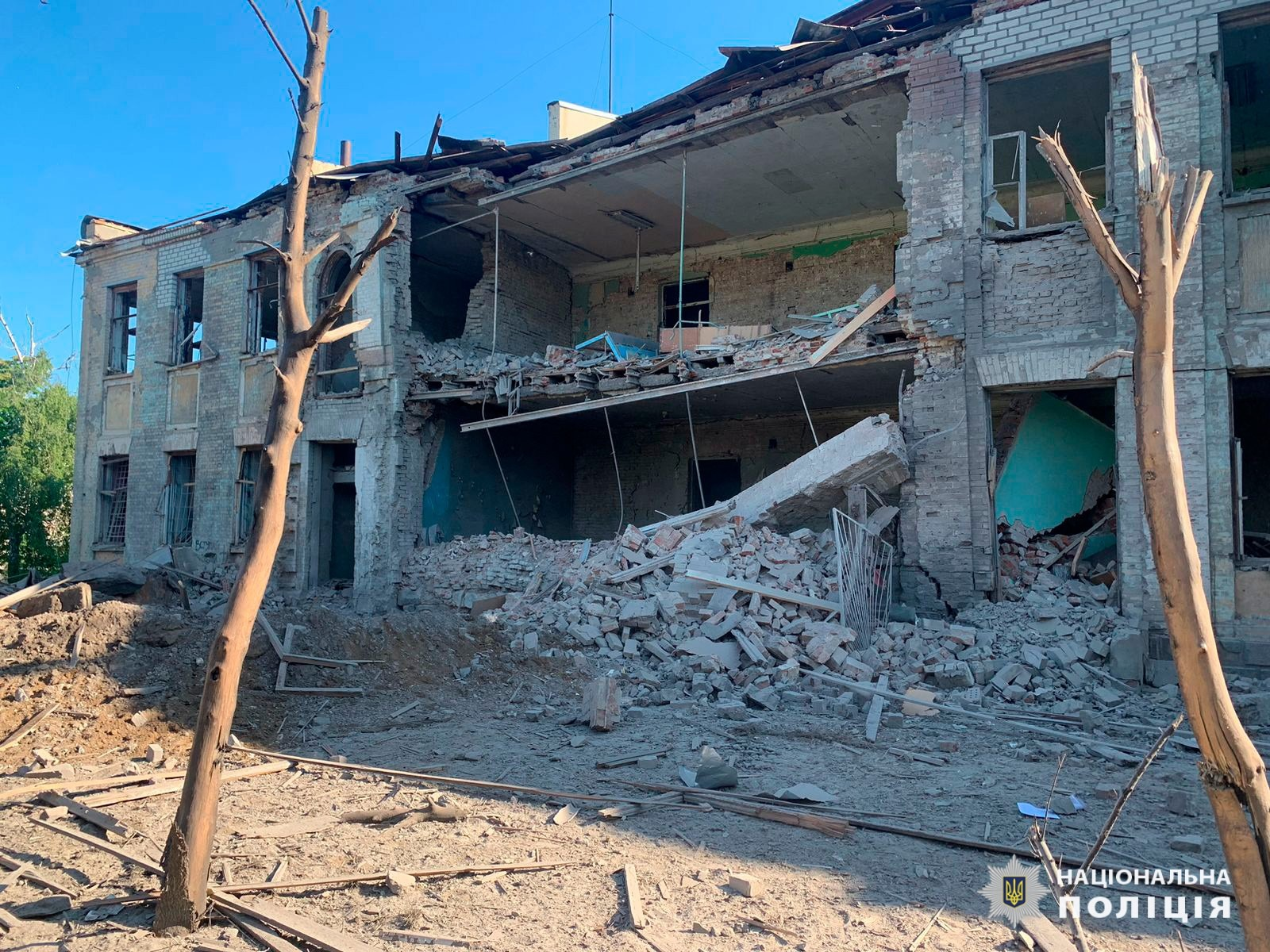
Дом культуры «Железнодорожник» в Изюме после ракетного удара 20 мая

Согласно сообщению OSINT-проекта Deepstate (Украина), продвижение вооружённых сил РФ зафиксировано в Запорожской области в районе сёл Работино и Вербовое; в Донецкой области около Яснобродовки, Парасковиевки, Новопокровского, Нетайлово, Берестового и посёлка Керамик; в Харьковской области вблизи Зелёного и Бугроватки.
Путин заменил Юрия Садовенко на Олега Савельева на посту замминистра обороны.

## 22 мая
Группа американских конгрессменов потребовала от министра обороны Ллойда Остина разрешить Украине применять поставляемое из США оружие для нанесения с его помощью ударов вглубь территории России. Также конгрессмены требуют увеличения разных видов военной помощи Украине. Администрация США по-прежнему выступает против нанесения Украиной ударов по территории России американским оружием.
По информации губернатора Белгородской области Вячеслава Гладкова,  в Борисовском района в результате атаки БПЛА погиб местный житель, несколько дронов было сбито.
Согласно заявлениям Минобороны РФ, российские военные заняли Клещиевку силами 6-й мотострелковой дивизии, расположенную к югу от Бахмута. Ранее, 21 мая, Генштаб ВСУ писал об атаках села ВС РФ.

## 23 мая

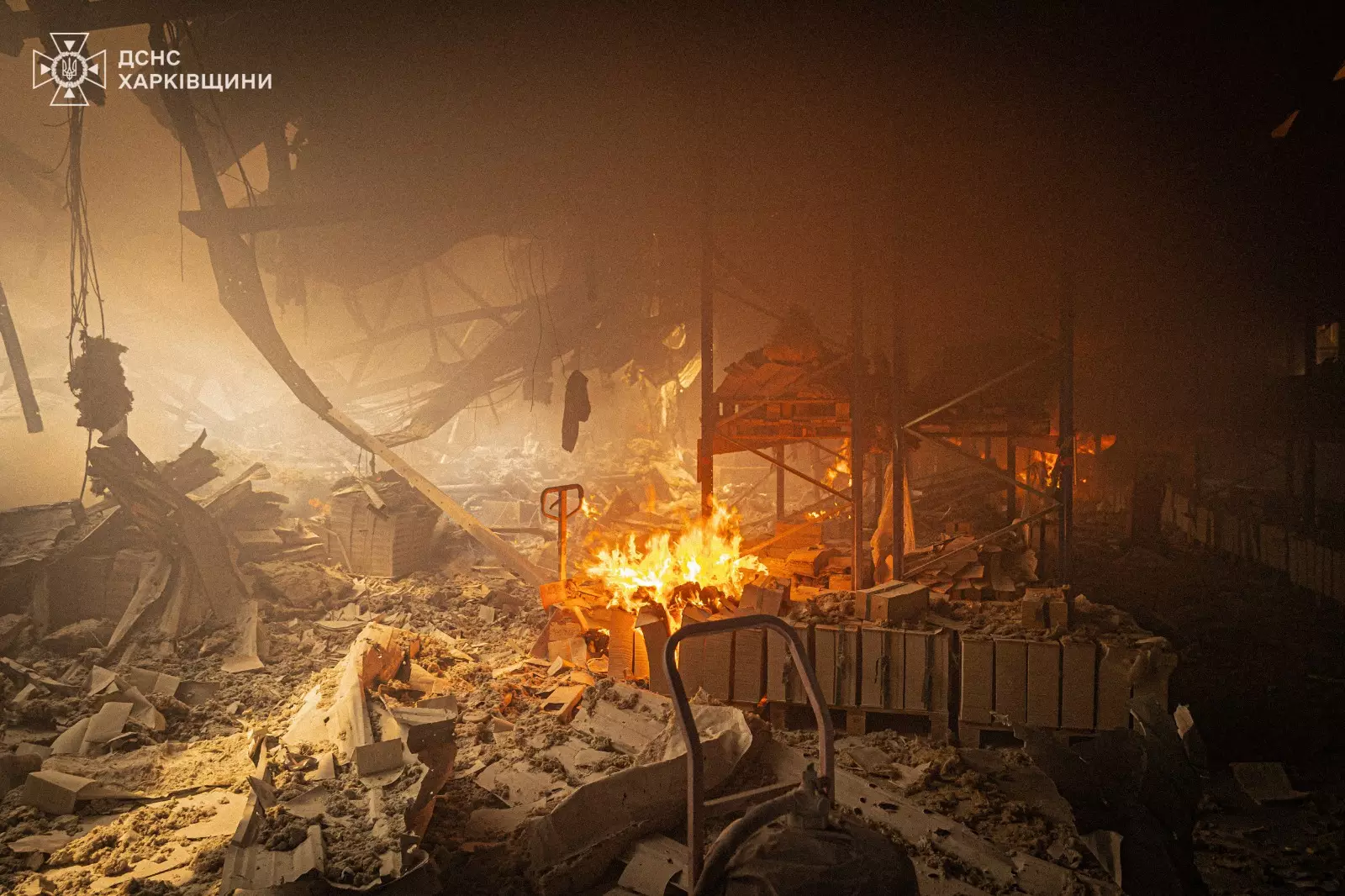
Типография в Харькове после ракетного удара

Утром российские войска нанесли более 15 ракетных ударов по Харькову. Пострадали транспортная инфраструктура и коммунальное предприятие, разрушена типография «Фактор-Друк» (одна из крупнейших в Европе). Погибли 7 работников и ранен 21. Согласно интерактивным картам, ВС РФ достигли северной части Работино.
Украинские БПЛА повредили возле Армавира загоризонтную радиолокационную станцию «Воронеж-ДМ» Космических войск.
Отправлены под арест замглавы генштаба ВС РФ генерал Вадим Шамарин и начальник управления Департамента по обеспечению оборонзаказа МО РФ Владимир Вертелецкий. Командующего 20-й армией ВС РФ Сухраба Ахметова сняли с должности.

## 24 мая
Ночью с 23 по 24 мая ВС РФ нанесли удар по железнодорожной сети в Харькове. По информации Украинских железных дорог, повреждения получили  пути, поезда и здания.

## 25 мая

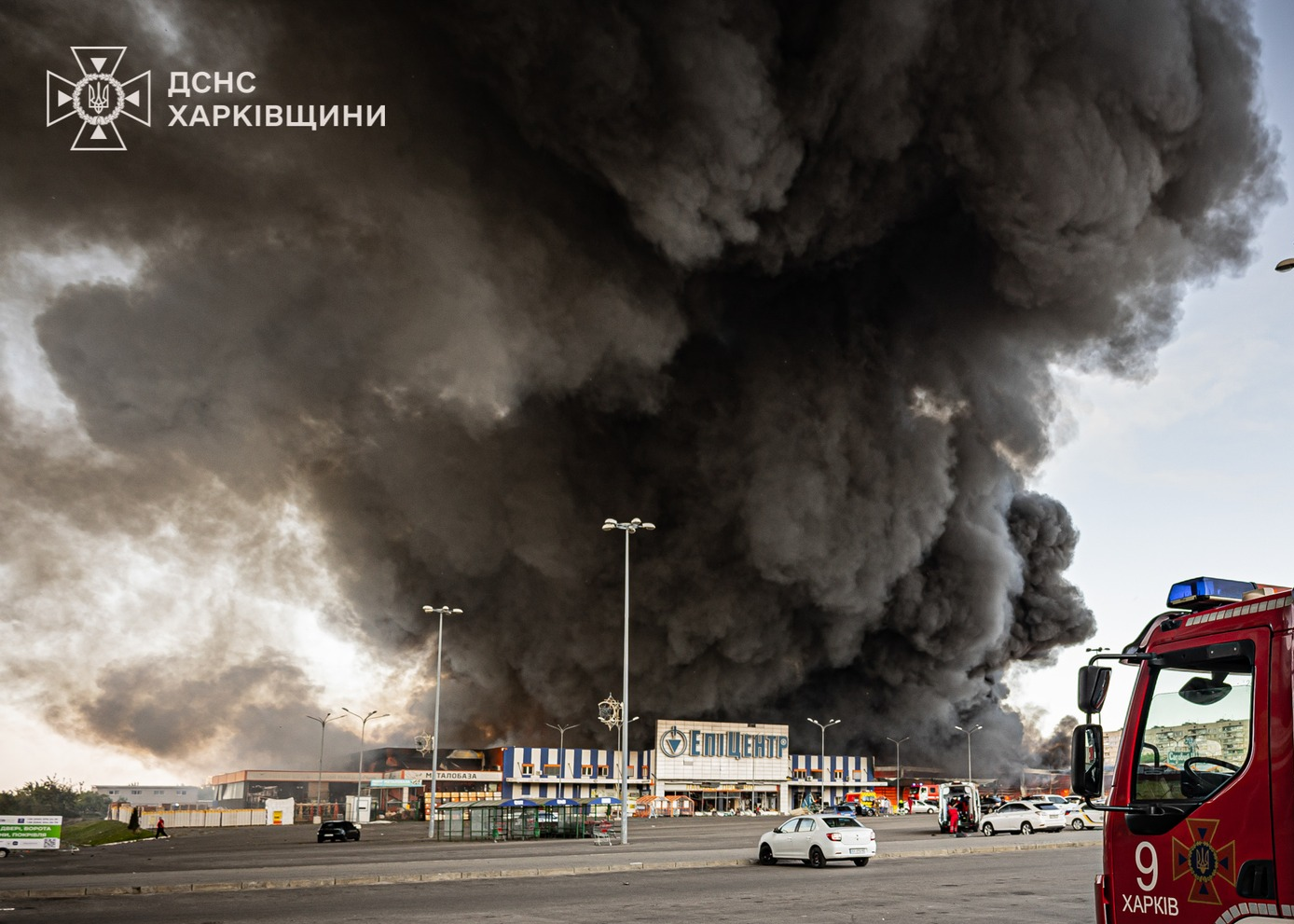
Гипермаркет в Харькове после ракетного удара

Российской армией нанесены удары по Харькову. Были сброшены две управляемые авиабомбы на строительный гипермаркет «Эпицентр» и одна на центральный парк культуры и отдыха. Кроме того, вечером был нанесён ракетный удар по жилому району в центре города. От бомбардировки гипермаркета погибли не менее 19 человек и пострадали 54; ещё 25 человек пострадали в других местах города.
Губернатор Белгородской области Вячеслав Гладков заявил, что в результате украинских ударов по населённым пунктам Октябрьский и Дубовое погибли три человека.

## 26 мая
Согласно заявлениям Министерства обороны РФ, группировка «Запад» ВС РФ заняла Берестовое в Харьковской области.

## 27 мая
По сообщению Леонида Пасечника, в 21:00 по Луганску были нанесены удары кассетными боеприпасами. По заявлениям Министерства иностранных дел РФ, около полуночи произошла вторая атака. Агентство ТАСС сообщило о раненых.

## 28 мая
Согласно заявлению Министерства обороны РФ, российские войска заняли населённые пункты Ивановка в Харьковской области и Нетайлово в Донецкой области.

## 31 мая

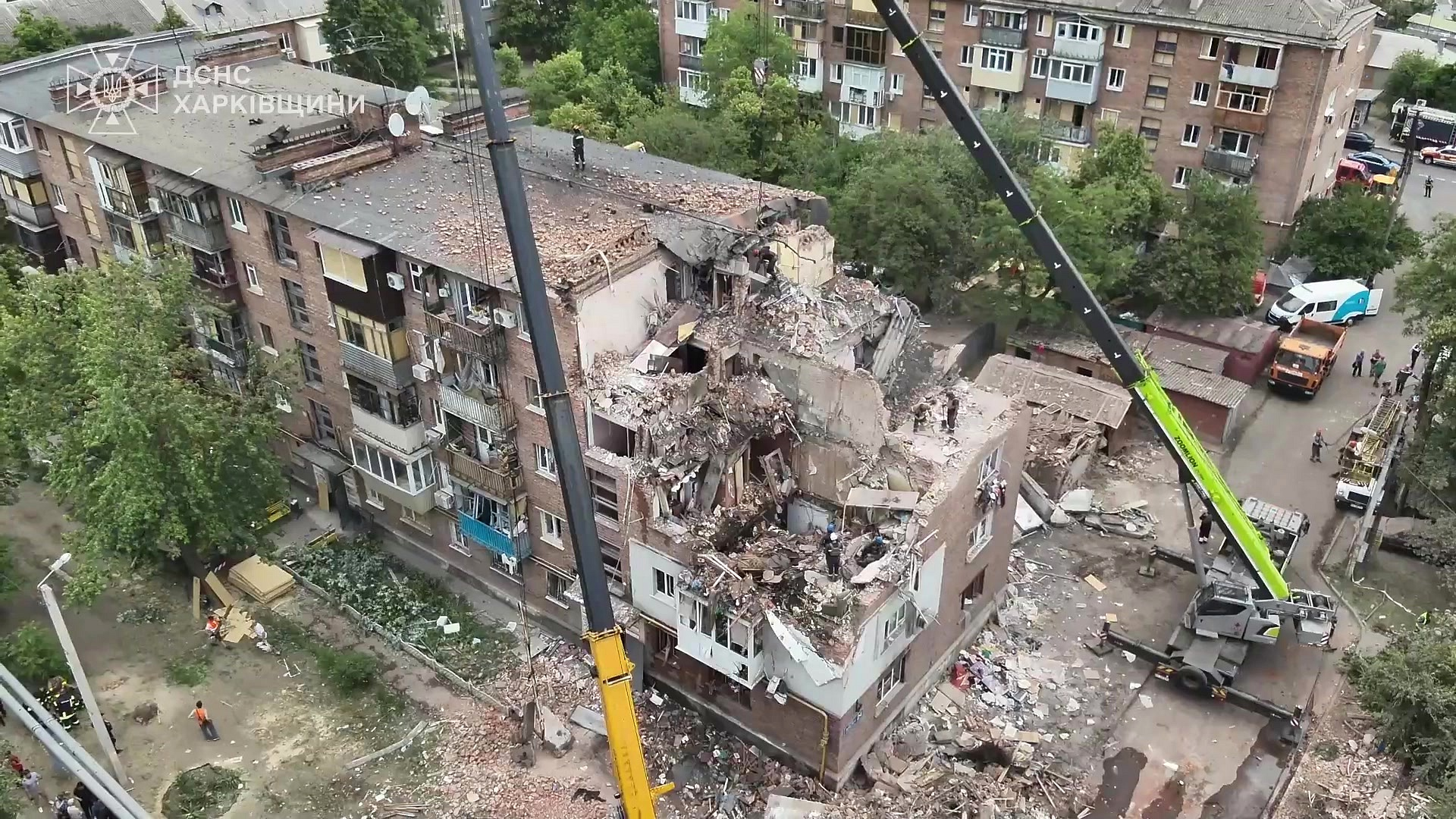
Дом в Харькове после ракетного удара

Администрация президента США разрешила Украине использовать американское оружие для ударов по военным целям на территории России, но только в граничащих с Харьковской областью российских регионах, например применять ракетные системы HIMARS для ударов по российским солдатам и командным пунктам управления.
Российский ракетный удар по Харькову. Частично разрушен жилой дом, погибли 9 человек и пострадали 25.